# La República perdida
 La República perdida  és una pel·lícula documental de l'Argentina dirigida per Miguel Pérez sobre el guió de Luis Gregorich, segons la idea d'Enrique Vanoli, que es va estrenar el 30 d'abril de 1983.

## Sinopsi
Documental sobre la història argentina que abasta el període comprès entre 1930 i 1976 utilitzant films documentals de l'època.

## Locució
Juan Carlos Beltrán

## Comentaris
Jorge Abel Martín a Tiempo Argentino va escriure:
| « | «Un documental argentí de visió indispensable.» | » |

Jorge Halperín a Clarín va dir:
| « | «Amb una intel·ligent compaginació….amb no poques troballes, la pel·lícula no aconsegueix, tanmateix, penetrar més enllà d'una visió fàctica de la nostra política amb un esquema històric insuficient» | » |

Manrupe i Portela escriuen:
| « | «Davant la tornada de la democràcia i la necessitat imperant per revisar la història recent, un document parcial -punt de vista radical- bastant ben armat i de molt d'èxit en el seu moment.» | » |